# Wadym Chołodenko
Wadym Tymurowycz Chołodenko (ukr. Вадим Тимурович Холоденко; ur. 4 września 1986 w Kijowie) – ukraiński pianista, zwycięzca Międzynarodowego Konkursu Pianistycznego im. Van Cliburna w 2013.

## Biografia
Pochodzi z Kijowa. Pierwsze lekcje gry na fortepianie brał w wieku sześciu lat, a występy międzynarodowe zaczął w wieku lat trzynastu. Uczył się w kijowskim liceum muzycznym im. Mykoły Łysenki, następnie studiował w Konserwatorium Moskiewskim u prof. Natalii Hridniewej, Borysa Fedorowa i Wiery Gornostajewej.
W 2013 zwyciężył w Międzynarodowym Konkursie Pianistycznym im. Van Cliburna, po czym otrzymał zaproszenia do współpracy z najważniejszymi dyrygentami świata. 
Nagrał kilkanaście płyt z muzyką symfoniczną, kameralną i solową, głównie dla wytwórni Harmonia Mundi. 
W 2021 nakładem Narodowego Instytutu Fryderyka Chopina ukazał się jego wspólny album z rosyjską skrzypaczką Aloną Bajewą. Również NIFC wydał w 2023 jego album z Requiem Mozarta na fortepian solo w opracowaniu Carla Czernego i Karla Klindwortha.
Styl gry Chołodenki charakteryzuje technika, energia i delikatność.
Występował na licznych festiwalach, m.in. w Aspen, La Roque-d’Anthéron, SWR Schwetzinger Festspiele, a także Chopin i jego Europa.

## Życie prywatne
W 2010 ożenił się z Sofją Cygankową, a w 2015 złożył wniosek o rozwód. 17 marca 2015 Chołodenko znalazł w domu w Fort Worth w Teksasie zwłoki dwójki swoich dzieci, które zostały uduszone. O zabójstwo została oskarżona jego żona. Sąd nie uznał jej winy, gdyż uznał, że nie była świadoma swojego czynu, ale skierował na leczenie psychiatryczne.
Drugą jego żoną jest Alona Bajewa.